# Eileen Collins

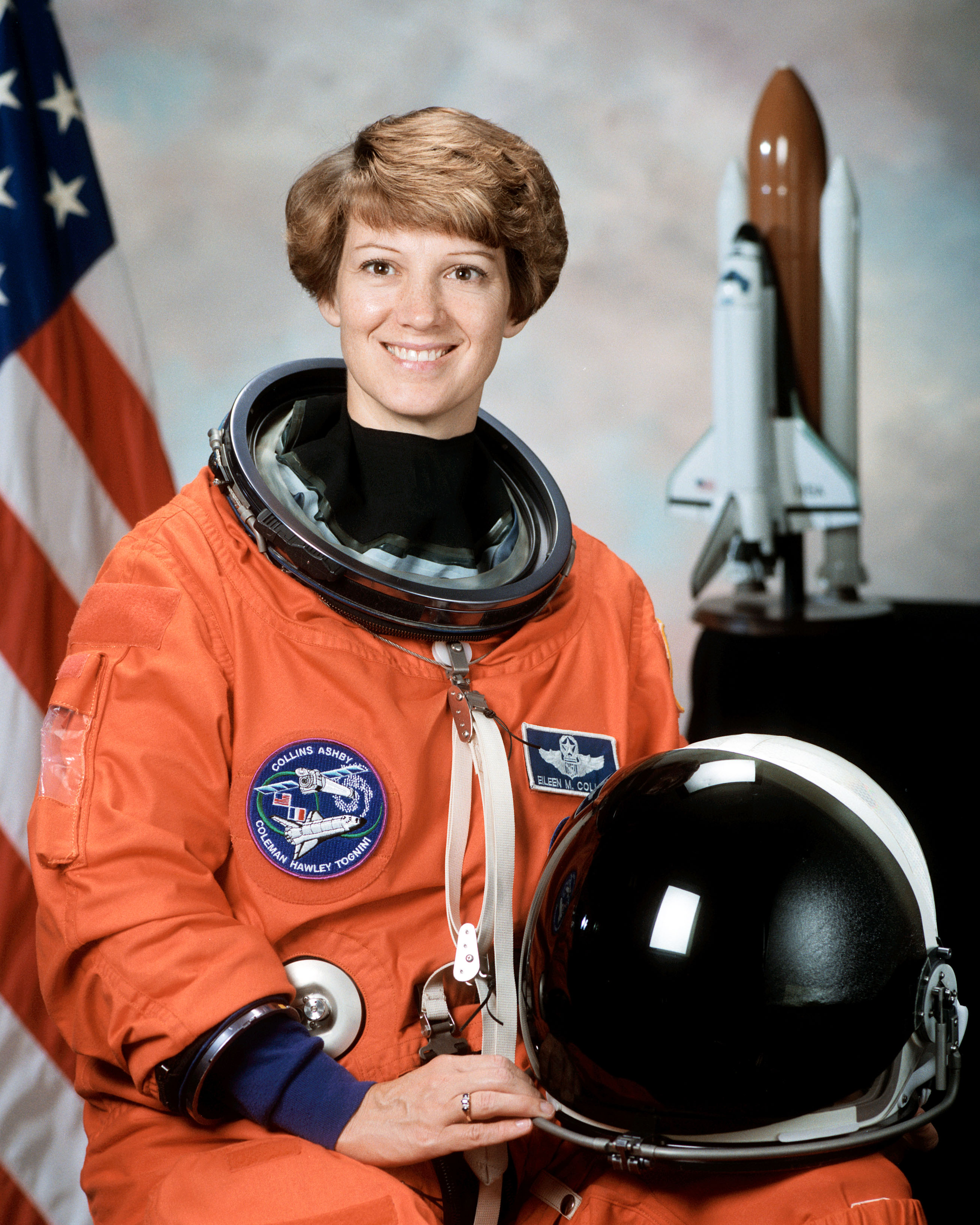
Eileen Collins

Eileen Marie Collins (Elmira (New York), 19 november 1956) is een voormalig Amerikaans astronaut. Ze begon haar ruimtevaartcarrière in 1995, toen ze de eerste vrouwelijke piloot van een Spaceshuttle werd tijdens shuttlemissie STS-63. In 1997 herhaalde ze dit tijdens STS-84.
Collins maakte deel uit van NASA Astronaut Group 13. Deze groep van 23 astronauten begon hun training in januari 1990 en werden in juli 1991 astronaut. Collins was in de ogen van de NASA zo goed dat zij in 1999 de eerste vrouwelijke shuttlecommandant werd tijdens STS-93. Dit deed zij nog eens in 2005, tijdens de eerste shuttlemissie (STS-114) na het ongeluk met de Spaceshuttle Columbia. In 2006 liet ze weten te stoppen bij NASA om meer tijd met haar familie te kunnen doorbrengen.